# Stigmaphyllon glabrum
Stigmaphyllon glabrum är en tvåhjärtbladig växtart som beskrevs av C.E. Anderson. Stigmaphyllon glabrum ingår i släktet Stigmaphyllon och familjen Malpighiaceae. Inga underarter finns listade i Catalogue of Life.